# Johannes Louis

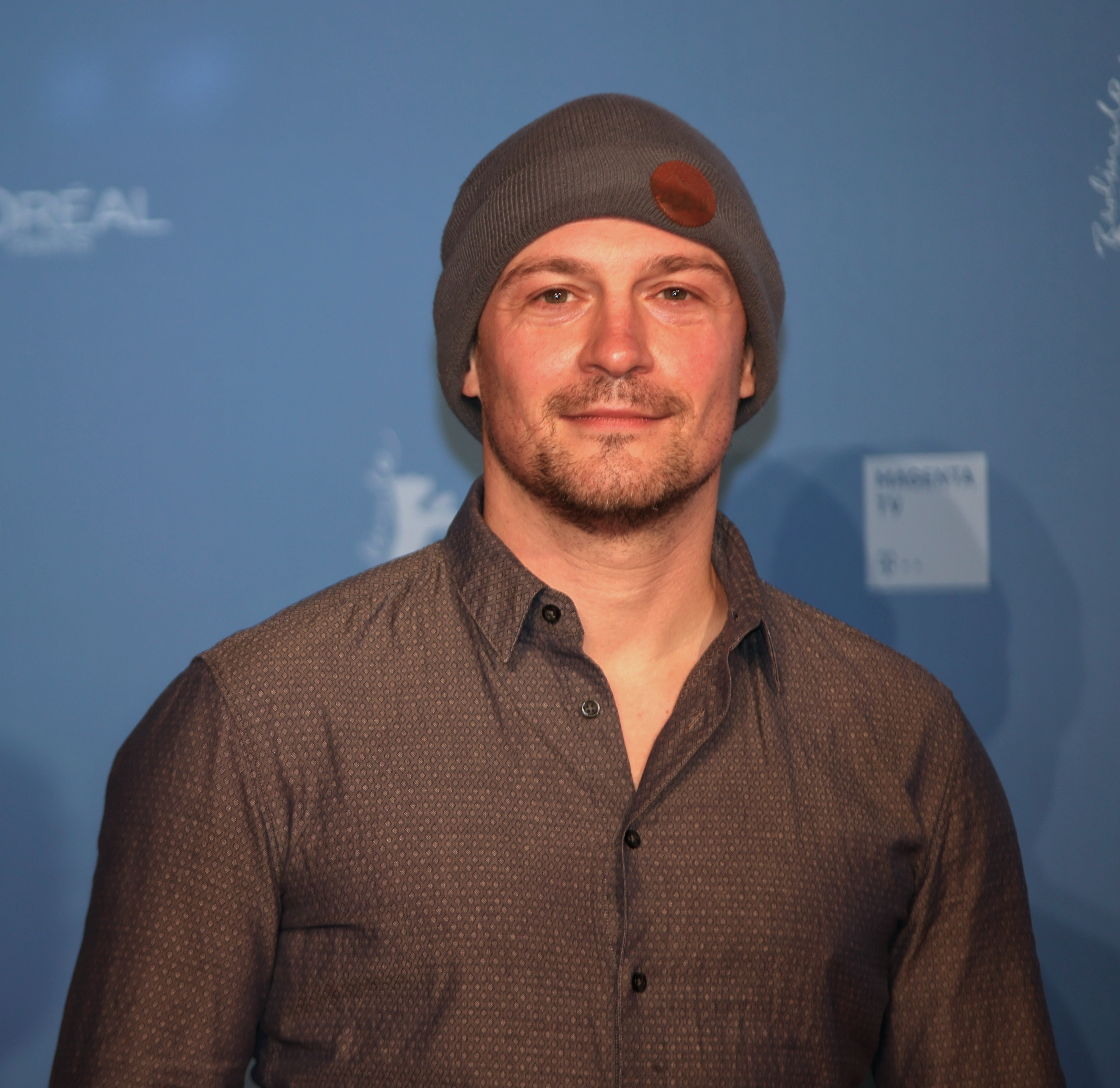
Johannes Louis bei der Vorstellung von Axiom im Februar 2022 bei der Berlinale

Johannes Louis (* Anfang der 1980er Jahre) ist ein deutscher Kameramann. 

## Leben
Der Anfang der 1980er Jahre geborene Saarländer Johannes Louis studierte von 2006 bis 2014 Kamera an der Filmuniversität Babelsberg Konrad Wolf und war Meisterschüler von Michael Hammon. Im Jahr 2014 war er Teilnehmer der Berlinale Talents, damals noch Berlinale Talent Campus.
Louis war für teils preisgekrönte Kurz-, Fernseh- und Kinofilme tätig. Seine erste Zusammenarbeit mit Regisseur Erik Schmitt für den Kurzfilm Nashorn im Galopp von 2013 konnte mehr als 50 Preise gewinnen. Der Film Sto Spiti – At Home von 2014 für den er tätig war, wurde auf der Berlinale mit dem Preis der ökumenischen Jury geehrt. Dort feierte im Jahr 2017 auch der Kurzfilm Berlin Metanoia seine Premiere, für den er mit dem Deutschen Kamerapreis ausgezeichnet wurde.
Hiernach führte er bei Blutmilch von Ingo Rasper und für Sag mir nichts von Andreas Kleinert Kamera. Der Film Axiom, für den Regisseur Jöns Jönsson mit Louis zusammenarbeitete, feierte im Februar 2022 bei der Berlinale seine Premiere.
Louis ist Mitglied im Berufsverband Kinematografie (BVK). Er lebt seit Abschluss seines Studiums überwiegend in Berlin.

## Filmografie
- 2013: Männer zeigen Filme & Frauen ihre Brüste
- 2013: Echolot
- 2013: Nashorn im Galopp (Kurzfilm)
- 2014: Sto Spiti – At Home
- 2014: Lamento
- 2016: Die Kinder meines Bruders
- 2016: Sag mir nichts
- 2018–2019: Druck (Fernsehserie, 12 Folgen)
- 2019: Cleo
- 2019: Die Schule auf dem Zauberberg (Dokumentarfilm)
- 2020: Der Barcelona-Krimi: Entführte Mädchen (Fernsehserie)
- 2020: Rurangi
- 2020: Rurangi (Fernsehserie, 5 Folgen)
- 2021: Ich bin Sophie Scholl (Fernsehserie, 5 Folgen)
- 2022: Axiom
- 2023: Tod den Lebenden (Fernsehsechsteiler)
- 2023: Tender Hearts (Fernsehachtteiler)
- 2024: Gotteskinder

## Auszeichnungen
Deutscher Kamerapreis
- 2017: Auszeichnung für den Besten Kurzfilm (Berlin Metanoia)[5]